# Gerald Robinson
Gerald Anthony Robinson jr. (Nashville, 10 febbraio 1989) è un cestista statunitense.

## Carriera
Ha frequentato la Tennessee State University, college della sua città natale Nashville, dal 2007 al 2009 per poi chiudere il suo percorso alla University of Georgia fino al 2012.
Non scelto al Draft NBA, inizia la sua carriera da professionista in Belgio al Lovanio Bears dove viaggia a 14,9 punti di media, per poi spostarsi l'anno successivo nella massima serie israeliana all'Hapoel Gilboa Galil Elyon. Nel 2014-2015 veste la maglia del VEF Rīga, in Lettonia: qui è grande protagonista della VTB United League con quasi 18 punti e 6 assist di media, mentre a livello di squadra vince il campionato nazionale. Per la stagione 2015-2016 si sposta in Francia, al Nanterre 92, con cui realizza 13,9 punti a gara nella stagione. Inizia la stagione 2016-2017 in Iran al Petrochimi Bandar Imam, ma nel marzo 2017 torna in Europa per unirsi ai tedeschi dell'Alba Berlino.
Nell'estate 2017 ritorna nel campionato francese, questa volta ingaggiato dal Monaco: al suo primo anno nel Principato, Robinson è tra i protagonisti di una stagione che vede i biancorossi monegaschi chiudere al primo posto la regular season della LNB Pro A 2017-2018 (anche grazie ai suoi 15,9 punti di media ed il suo 44,9% da tre), vincere la Leaders Cup 2018 ed arrivare in finale sia nello stesso campionato francese che in Basketball Champions League. Robinson viene confermato anche per l'annata seguente, in cui il Monaco raggiunge nuovamente le finali nazionali della LNB Pro A.
Nel 2019-2020 comincia la stagione in Grecia al Promitheas Patrasso, poi a gennaio si trasferisce in Turchia per passare al Bursaspor in una Basketbol Süper Ligi che però a marzo è stata sospesa a causa della pandemia di COVID-19.
Nell'agosto 2020 inizia la sua prima parentesi nella Serie A italiana con l'ingaggio da parte della Virtus Roma. Dopo un buon avvio con 11,9 punti in sette presenze, a dicembre deve fare i conti con la decisione della società capitolina di ritirarsi dal campionato per problemi finanziari. Nel giro di poche settimane riprende comunque a giocare in Serie A, visto che a fine dicembre viene ufficializzato dalla Victoria Libertas Pallacanestro per sostituire l'infortunato Frantz Massenat con un contratto fino al successivo 15 febbraio: durante questo periodo disputa con gli adriatici anche la Coppa Italia 2021 persa contro l'Olimpia Milano. Il 29 gennaio 2021, già prima della fine della sua parentesi pesarese, i francesi del Digione ufficializzano il futuro arrivo di Robinson una volta scaduto il suo contratto con la società italiana. Con i bianconeri gioca anche la finale di Coppa di Francia 2020-2021, persa ad aprile contro i campioni di Francia dell'ASVEL.
Nell'estate 2021 firma con il Niners Chemnitz con cui gioca otto partite di campionato e due di Coppa di Germania eliminando Ulm e Bayern Monaco, ma il 28 novembre dello stesso anno ritorna nel campionato italiano trasferendosi in Sardegna alla Dinamo Sassari allenata da Piero Bucchi, già suo coach ai tempi di Roma. Il 9 marzo 2022, nella vittoriosa trasferta di Trieste, Robinson distribuisce 16 assist in una singola partita ritoccando il precedente primato societario che apparteneva ex aequo proprio a lui, visto che il precedente 30 gennaio ne aveva distribuiti 15 in occasione del successo casalingo su Brindisi. Nella storia della Serie A, meglio di lui fecero solamente Luca Vitali e Andrea Cinciarini che ne confezionarono 18. Robinson chiude quella regular season con 14,2 punti, 7,9 assist di media e il 40,6% al tiro da tre, in un torneo che vede la formazione sarda arrivare fino alle semifinali scudetto. Confermato anche per la stagione 2022-2023, il giocatore statunitense archivia la regular season del campionato con 12,2 punti e 4,9 assist di media e la Basketball Champions League con 12,5 punti e 5,2 assist di media, mentre a livello di squadra Sassari riesce a bissare la qualificazione alle semifinali scudetto come avvenuto l'anno precedente.
Dopo il biennio sardo Robinson è nuovamente di scena nella Serie A italiana, in questo caso con i colori dello Scafati Basket che gli affida la cabina di regia: con 12,0 punti e 6,0 assist a partita contribuisce al raggiungimento dell'obiettivo salvezza.
Il 4 settembre 2024 scende per la prima volta in Serie A2 accettando l'offerta biennale di Rinascita Basket Rimini, società che era in cerca di un nuovo playmaker straniero dopo che Robert Johnson aveva disatteso gli accordi non presentandosi in Italia. Approdato in Riviera a preparazione già inoltrata, Robinson vive una stagione 2024-2025 parzialmente condizionata da un paio di infortuni muscolari. In una regular season che vede i biancorossi lottare per il primo posto ma arrivare secondi, Robinson fa registrare una media di 12,1 punti e 4,4 assist a partita in 24,3 minuti giocati. Nei play-off, conclusi con la sconfitta in finale contro Cantù, le sue medie sono pari a 13,8 punti e 3,3 assist in 25,3 minuti. Nel frattempo viene nominato MVP della serie di semifinale contro Forlì.

## Palmarès
- Campionato lettone: 1

VEF Riga: 2014-15
- Leaders Cup: 1

Monaco: 2018